# Люди — животные — природа
Партия «Люди — животные — природа» (порт. Pessoas-Animais-Natureza, PAN) — португальская политическая партия, выступающая в поддержку охраны окружающей среды, за права человека и права животных, против антропоцентризма и видовой дискриминации. Представлена в общенациональном парламенте — Ассамблее Республики и законодательном собрании Автономного региона Азорские острова (по одному депутату).

## История партии
Основанная 22 мая 2009 года как «Партия за животных» (порт. Partido pelos Animais), партия была официально зарегистрирована 13 января 2011 года в Конституционном суде под изменённым названием «Партия за животных и природу» (порт. Partido pelos Animais e pela Natureza, PAN). На своем III съезде, состоявшемся в Лиссабоне 12—13 апреля 2014 года, партия в третий раз приняла решение об изменении своего названия на «Люди — животные — природа» (порт. Pessoas–Animais–Natureza), сохранив при этом прежнюю аббревиатуру названия PAN.
На VIII общенациональном съезде PAN, состоявшемся в июне 2021 года, Представителем партии была избрана Инеш Соуза.
В феврале 2022 года Конституционный суд отклонил принятые на VIII съезде PAN поправки к уставу партии, в соответствии с которыми Постоянный политический комитет мог бы превентивно подвергнуть санкции любого члена партии на основании таких расплывчатых понятий, таких «угроза единству, престижу или доброму имени» партии. На этом фоне, после неудачной попытки ряда активистов созвать внеочередной съезд партии для обсуждения провальных результатов PAN на выборах в парламент в январе 2022 г., десять из 27 членов Национальной политической комиссии заявили о сложении с себя полномочий, обвинив руководство партии в «тотальном удушении внутрипартийной демократии».
На IX съезде, состоявшемся 21 мая 2023 г. в г. Матузиньюш, Инес Соуза была переизбрана на новый срок в качестве лидера PAN. Съезд одобрил поправки в устав партии, принял решение о создание молодежной организации PAN и партийных ячеек в сообществах португальских эмигрантов за рубежом. На съезде, в числе прочих, прозвучали призывы к поиску новой политической идентичности и требование отмежеваться от идеологии социалистов и политики правящей Социалистической партии, чтобы покончить с ситуацией, когда в глазах избирателей PAN представляется чем-то вроде «зелёного» филиала СП.

## Идеология и политическая платформа
Согласно «Декларации принципов» PAN, цель партии — «изменить менталитет и общество Португалии и внести вклад в преобразование мира в соответствии с фундаментальными этическими и экологическими ценностями», с тем, чтобы устранить «угрозу для будущих поколений и для выживания различных видов, включая человеческий вид». Как часть формирующейся в португальской политике «новой ментальной, этической, культурной и цивилизационной парадигмы, … ПАН руководствуется принципом ненасилия — ментального, вербального и физического — и намерена решительно бороться за свои принципы против идей и практик, но никогда — против людей».
В своём уставе партия заявляет о своей приверженности утверждению более гуманного, справедливого, свободного, просвещённого, сознательного и прогрессивного общества, основанного на уважении прав человека и животных. PAN заявляет, что стремится к искоренению всех форм человеческой дискриминации, видовой дискриминации и антропоцентризма. Партию в политическом спектре обычно определяют как левоцентристскую; она ратует за безусловный базовый доход и экономику замкнутого цикла.

## Организационная структура и основные органы
Высшим органом партии «Люди — животные — природа» является общенациональный съезд, который проводится раз в два года. Делегаты на съезд избираются в соответствии с регламентом, разрабатываемым Национальной политической комиссией.

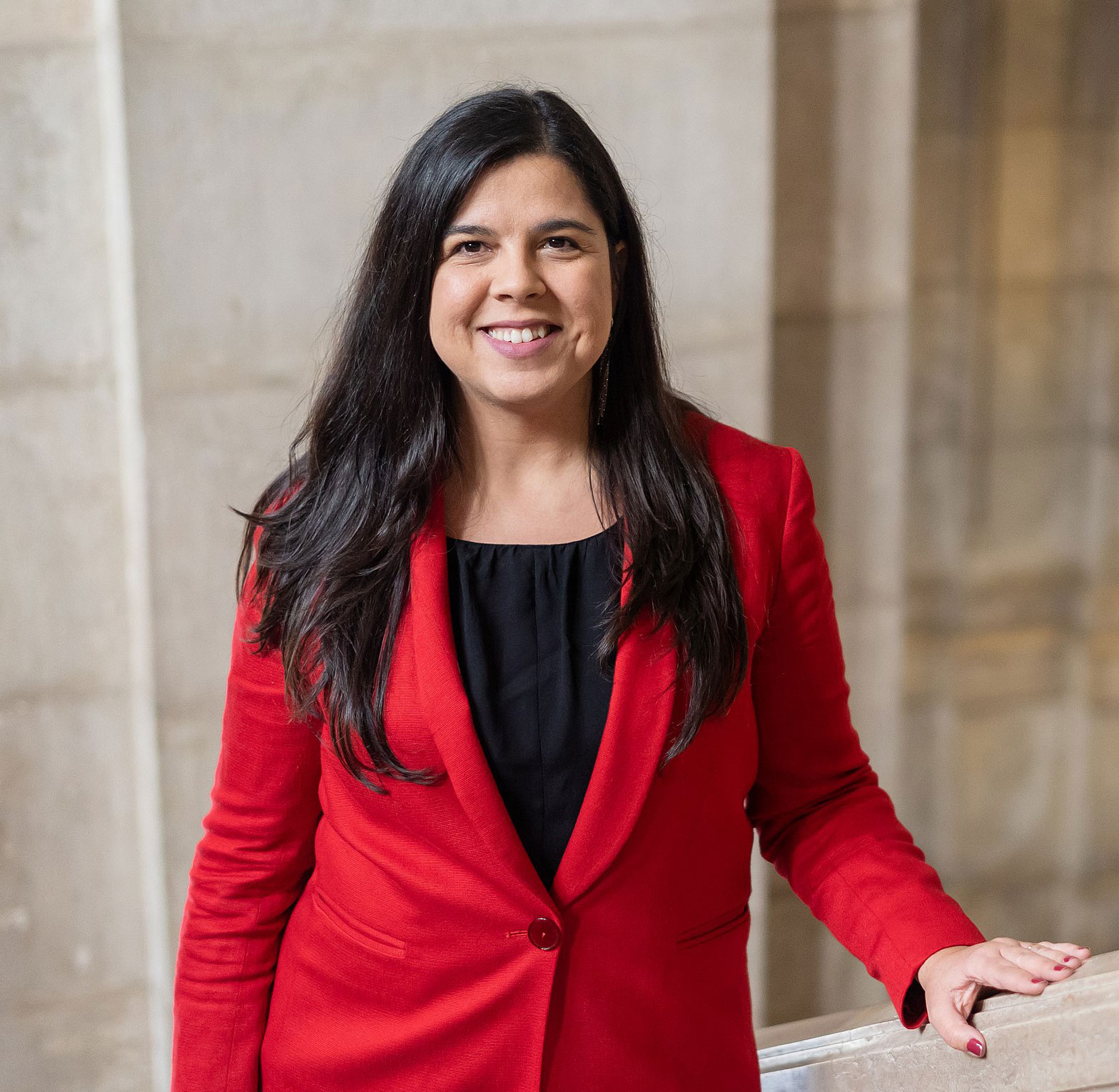
Инеш Соуза, Представитель (лидер) партии PAN с июня 2021 г.

Руководство деятельностью партии в период между съездами осуществляет Национальная политическая комиссия, состоящая из 27 членов. На своих сессиях, которые проходят раз в два месяца, Комиссия избирает Постоянный политический комитет, разрабатывает и утверждает внутренний регламент партии, её бюджет и финансовые отчёты; принимает решение о поддержке кандидатов на выборах и их месте в списках избирателей; формулирует избирательные программы; принимает решения о коалициях и сотрудничестве с другими партиями; определяет размер членских взносов, и др.
Постоянный политический комитет PAN руководит повседневной работой партии и обеспечивает выполнение решений общенационального съезда и сессий Национальной политической комиссии. Он состоит из семи членов, в число которых в обязательном порядке входит Представитель PAN (порт. Porta-Voz do PAN) — член партии, занимающий первое место в списке кандидатов в члены Национальной политической комиссии, получившем наибольшее число голосов на общенациональном съезде (то есть, «первое лицо» в партии, фактически её лидер).
Национальный юридический совет PAN отвечает за соблюдение на национальном уровне конституционных, правовых, уставных и нормативных положений, касающихся деятельности партии и её членов и активистов; три члена этого органа избираются на общенациональном съезде.
Основные вопросы деятельности партии на местном уровне решаются на региональных, окружных и муниципальных собраниях членов — в пределах их географического охвата и в соответствии с директивами Национальной политической комиссии. Существуют также Политические комиссии и Постоянные политические комитеты регионов, округов и муниципалитетов, координирующие деятельность PAN на низовом уровне в период между собраниями членов партии соответствующего региона, округа или муниципалитета.

## Участие в выборах

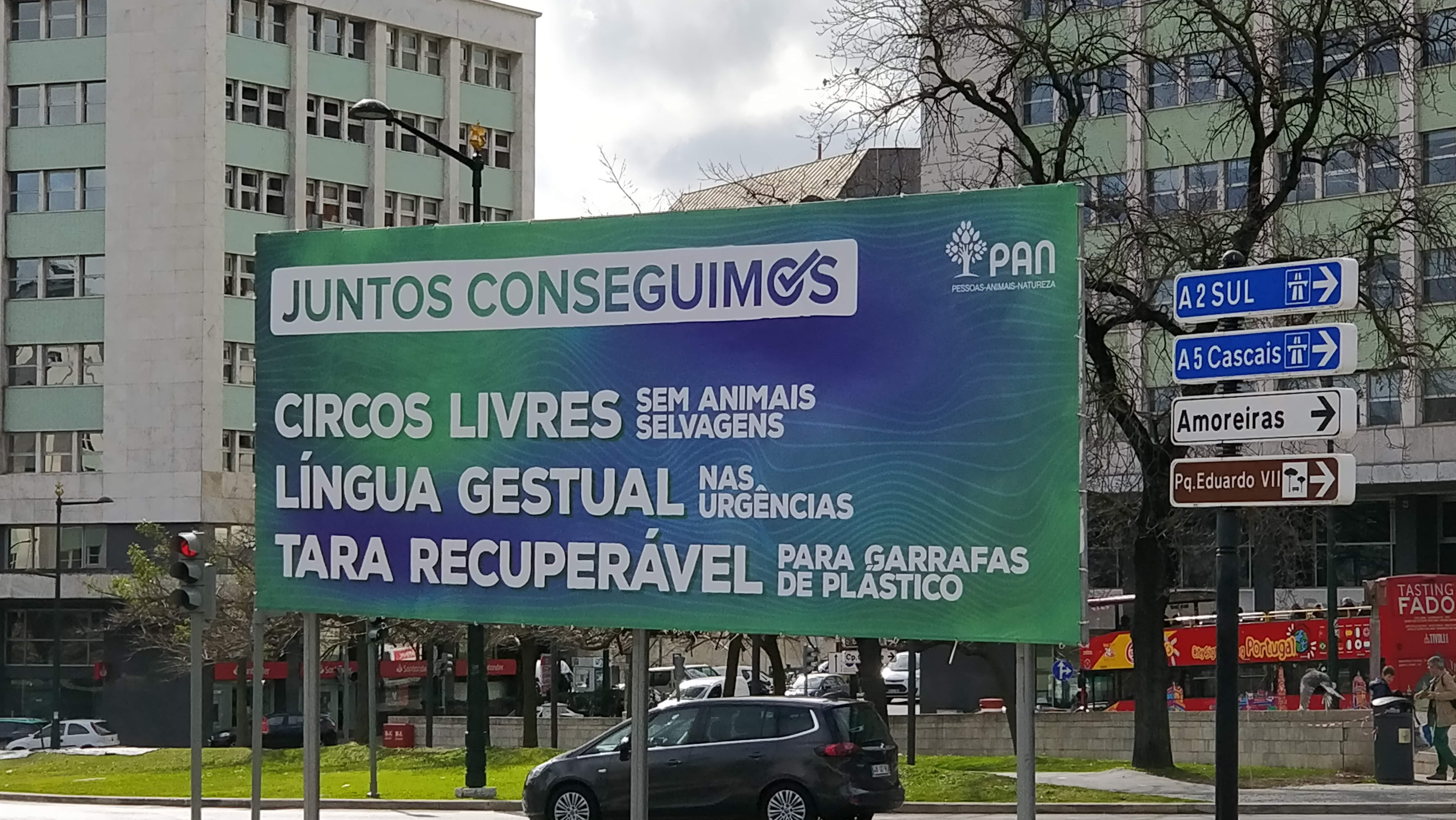
Предвыборная агитация партии PAN (выборы в Ассамблею Республики 2019 г.)

Первым опытом участия PAN в избирательных кампаниях стали выборы в Ассамблею Республики в 2011 году. На них партия получила 57 849 (1,04 %) голосов, что было недостаточно для избрания депутатов от неё в парламент. На очередных парламентских выборах в 2015 году число голосов, поданных за партию «Люди — животные — природа» увеличилось до 75 140 (1,39 %), что принесло ей один депутатский мандат. На выборах в Ассамблею Республики в 2019 году PAN существенно улучшила свои результаты: 174 511 (3,32 %) голосов, конвертировавшихся в четыре депутатских кресла. Однако в июне 2020 года депутат Криштина Родригеш, избранная от PAN по избирательному округу Сетубал, объявила о своем выходе из партии, и её парламентское представительство сократилось до трех депутатов.
Результаты партии «Люди — животные — природа» на внеочередных парламентских выборах 2022 года были более скромными: партия получила 1,58 % голосов и лишь одно парламентское кресло, то есть вернулась к ситуации 2015 года.
Участие партии PAN в выборах в Европейский парламент в 2014 году не принесло результата, её кандидат не набрал необходимого числа голосов. В 2019 году выборы были более успешными: в Европарламент был избран кандидат из списка PAN, Франсишку Геррейру. Однако год спустя евродепутат заявил о своём выходе из партии, сославшись на разногласия с её руководством по ряду принципиальных политических вопросов, и его бывшая партия лишилась представительства в этом европейском органе.